# Carapebus

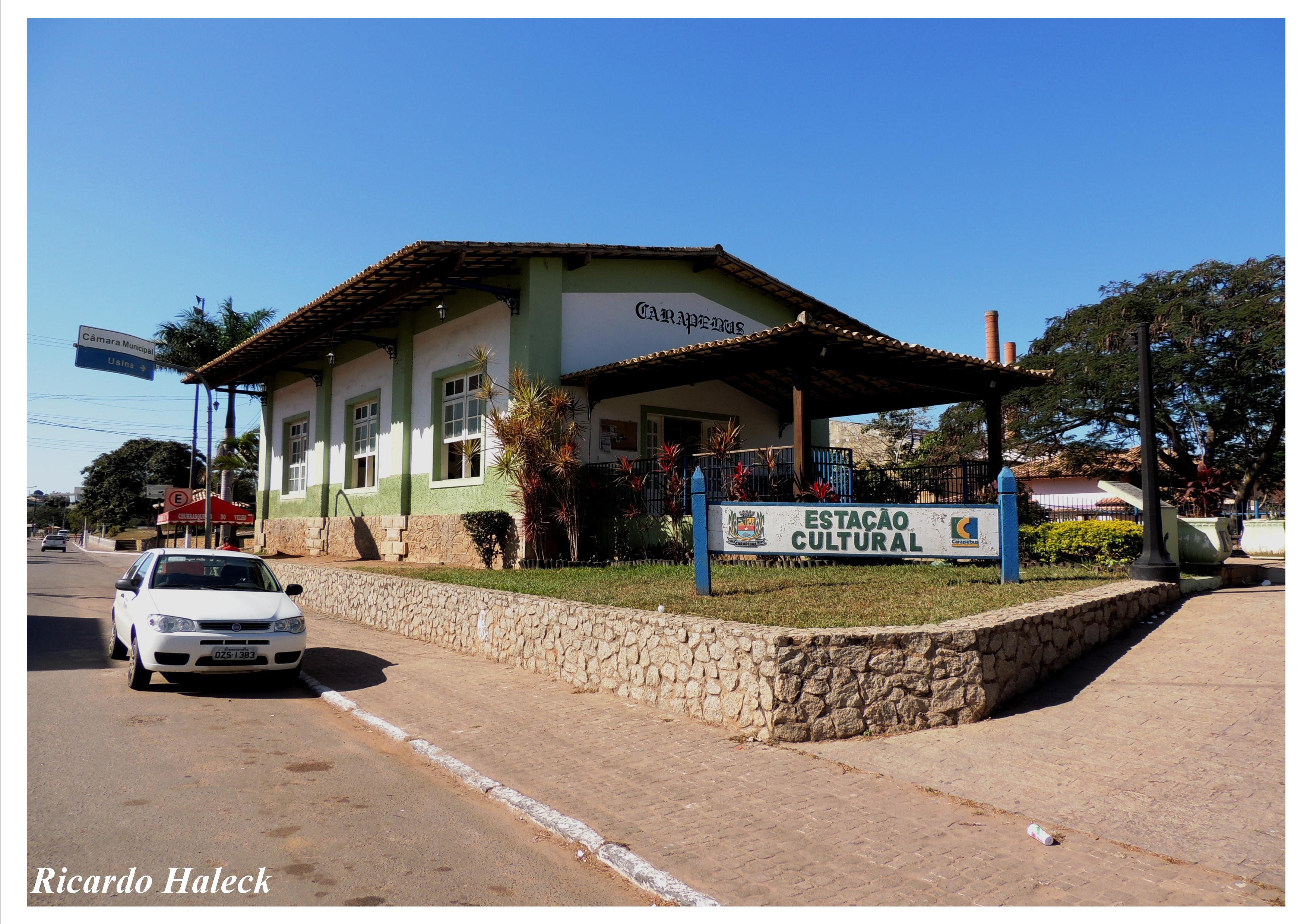
Cidade de Carapebus (RJ)

Carapebus é um município brasileiro localizado na região Norte Fluminense, no estado do Rio de Janeiro, no Brasil.

## Topônimo
"Carapebus" é um termo de origem tupi. Significa "rio dos carapebas (Moharra rhombea)", através da junção dos termos aka'ra (acará), peb (achatado). e  'y  (água, rio)

## Geografia
Com uma área de 305,502 quilômetros quadrados, o município faz divisa com as cidades de Macaé, Conceição de Macabu e Quissamã.
O município de Carapebus possui diversos lagos e praias, além de parte do Parque Nacional da Restinga de Jurubatiba.

## História
O início da colonização da área que corresponde ao município de Carapebus ocorreu em 1627, quando a Coroa Portuguesa concede aos Sete Capitães - militares portugueses que lutaram na expulsão dos franceses da Baía da Guanabara -, todo o território entre o Rio Macaé e o Cabo de São Tomé, incluindo Carapebus, que pertencia aos quinhões destinados aos capitães Duarte Corrêa e Gonçalo Corrêa, irmãos, parentes do poderoso Governador Salvador Corrêa de Sá e Benevides.
No século XVIII, um grande território conhecido como "Caxanga", foi dado em sesmaria ao fidalgo português Antonio de Ramalho, casado sucessivamente com duas filhas do governador-geral da Ilha de Joanes (Marajó), Capitão-mor André Fernandes Gavinho. Já no ano de 1785, o cartógrafo Manoel Martinz do Couto Reys cita o reinol Capitão Francisco José de Sousa como grande proprietário de terras, estabelecido em 1770, nas proximidades da Lagoa de Carapebus, com engenho de açúcar, 37 escravos, 250 vacas parideiras, 60 bois de carro, 50 novilhos, 18 novilhas, 63 bezerros, 16 éguas, 7 cavalos machos, 6 poldros, 4 poldras, com produção de 175 arrobas de açúcar, 360 medidas de aguardente, além de algodão, milho, farinha de mandioca e feijão. O Capitão Sousa era casado com a campista D. Gertrudes Maria de Jesus (Pereira Rabello) e não tiveram filhos. Viúva, D. Gertrudes deixou suas propriedades carapebuenses para seu irmão o Capitão Antonio Pereira Rabello, cujos descendentes se estabeleceram em Carapebus.
Um grande território conhecido como "Içaras", compreendendo duas grandes fazendas, nos distritos de Carapebus e Quissamã, medindo 1.360 braças de comprimento e 40 de largura, foi doado à Paróquia de Nossa Senhora da Conceição de Carapebus por Tomás de Carvalho e Manuel Gregório. Segundo o pesquisador Elbe Tavares de Almeida muitas lendas surgiram em torno das terras das Içaras, destacando-se as que envolvem o nome de D. Anna Francisca da Rocha, rica senhora de mais de cem escravos.
No século XIX, tornou-se Freguesia de Nossa Senhora da Conceição de Carapebus, termo do município de Macaé (RJ), com prósperas plantações de açúcar e café, domínios das importantes famílias Pereira Rabello, Gavinho, Torres, Rocha, Pinto Leite, Fernandes de Souza, Silva Tavares, José, Fragoso, Prata, Alves da Cruz (família da primeira Baronesa de Carapebus, D. Antonia Joaquina Alves da Cruz, residente no Solar do Beco, em Campos-RJ), dentre outras. Nesse tempo destacava-se a figura do Comendador José Gavinho Viana (1826-1904), fidalgo português, capitalista, negociante, fazendeiro, senhor de engenho e escravocrata, casado sucessivamente com três herdeiras da família Pereira Rabello. O Comendador Gavinho, o Padre José Alves da Cruz e o Capitão Rozendo José, foram responsáveis pela construção da Igreja Matriz, dedicada à Nossa Senhora da Conceição, no Caxanga, que levou 17 anos para ser concluída, de 1858 a 1875, sucedendo a Igreja da Praia e a Igreja de Içaras. A Paróquia de Carapebus foi criada pela Lei Provincial n° 272 de 9 de maio de 1842.
A localidade Caxanga, surgida dentro da fazenda do mesmo nome, foi o primeiro núcleo de populacional carapebuense, com casas de negócios, armazéns, praça do pregão, cartório, cadeia, Igreja Matriz, etc. Em 1872 foi inaugurado o Canal Campos-Macaé passando por terras carapebuenses. No ano de 1875 foi inaugurada a linha férrea pela Cia. Estrada de Ferro Macahé-Campos, sendo substituída em 1889 pela Cia. Estrada de Ferro Leopoldina.
No início do século XX  destacam-se os nomes de Clemente Felippe dos Santos e José de Faria Maciel, grandes capitalistas e fazendeiros, ligados por matrimônios a tradicional família Gavinho, sócios na "Grande Manufactura de Bebidas Finas", que produzia um famoso licor, conhecido desde os tempos do Império, quando era propriedade dos sócios Padre Alves da Cruz, Comendador Gavinho Vianna e Comendador Netto dos Reis. Um fato marcante foi a inauguração da Usina de Carapebus, em 3 de setembro de 1927, pelo coronel Francisco Ribeiro de Vasconcellos, sendo logo adquirida por um grupo de empresários portugueses, liderado por Antonio Augusto da Paz, e finalmente pelo grupo Othon, em 1972.
A Capela de São Sebastião, em Paciência, teve a pedra fundamental posta em 1922, e a atual Igreja Matriz, dedicada à Nossa Senhora da Glória, foi construída pelo religioso alemão Frei Balthasar Wix (1909-1959), sendo inaugurada em novembro de 1955. A localidade de Itaquira, no Sacarrão, foi um reduto de imigrantes árabes, destacando-se as famílias Sélem, Mussi, Jorge, Bichara, Assad, Agostinho, esta última proprietária de um grande alambique.
Enquanto terceiro distrito, alguns carapebuenses foram prefeitos de Macaé: Sizenando Fernandes de Souza (1879-1960), João Pedro Sobrinho (1900-?), Aristeu Ferreira da Silva (1906-1980), Elias Agostinho (1902-?) e Nacif Salim Sélem (1937-2011). Em 13 de março de 1995, data conhecida como "Dia do Sim", foi realizado um plebiscito pela emancipação político-administrativa, no Real Clube de Carapebus, tendo vencido o "sim" por uma maioria de 3497 votos, contra 148 votos. Após a emancipação político-administrativa, decretada pela Lei Estadual n° 2.417, de 19 de julho de 1995, o primeiro prefeito eleito de Carapebus foi Eduardo Nunes Cordeiro, que tomou posse em 1 de janeiro de 1997.

São considerados patrimônios arquitetônicos de Carapebus: a sede da antiga Fazenda de São Domingos (1863); a Igreja Matriz de Nossa Senhora da Glória (1955); a Estação Ferroviária (1940); a Igreja de Nossa Senhora da Conceição, no Caxanga (1858-75); as ruínas do Alambique de Itaquira (1872/1899); o prédio do antigo Cine-Teatro Carapebus (1947); as instalações da Usina de Açúcar (1928).